# Миљан Влачић
Миљан Влачић (Шековићи, 17. септембар 1966) је пензионисани пуковник Војске Републике Српске и ратни командир 27. ловачко бомбардерске авијацијске ескадриле.

## Биографија
Завршио је Ваздухопловну војну гимназију у Мостару, Ваздухопловну војну академију (32. класа) у Земунику код Задра 1983. и Генерал штабну академију 1998. године. У ЈНА је био пилот борбеног авиона и наставник летења. У ВРС је ступио 12. маја 1992. Био је помоћник команданта за летачке послове у 92. мјешовитој авијацијској бригади, референт за летачку обуку - инспектор у одјељењу авијације и начелник одјељења авијације у Управи Ваздухопловство и противваздушну одбрану Генералштаба ВРС. Активна служба му је престала 28. фебруара 2002.

## Ратни период
По повратку са борбеног задатка из рејона Калиновика, 3. августа 1992. године, мајор Влачић је са својим Орлом (евиденцијски број 25172) доживио несрећу при слетању на аеродром Маховљани. У прилазу је имао снажан вјетар и полетно-слетну стазу је додирнуо великом брзином – вишом од 300 km/h. Активиран је кочиони падобран, који се откинуо због велике брзине. Авион је излетео са стазе и сломио стајни трап прије заустављања. Због велике штете, авион је расходован.
Војска Републике Српске је 28. фебруара 1994. године преузела операцију уништавања муниције за далекометне вишецјевне бацаче ракета у Бугојну и Новом Травнику. У операцију је било укључено шест авиона Ј-21 јастреб и два Ј-22 орао, смјештена на аеродрому Удбина. Ј-21 јастребови су гађали фабрику муниције у Новом Травнику, а Ј-22 орлови су бомбардовали складиште оружја у Бугојну. На повратку у базу пресрео их је ловачки авион Америчког ратног ваздухопловства F-16 фајтинг фалкон, који је имао задатак очувања зоне забране лета изнад Босне и Херцеговине. Оборена су четири авиона Ј-21 јастреб, пети је пао усљед недостатка горива. Посљедњи Ј-21 јастреб и оба Ј-22 орла су се приземљила на аеродрому Удбина. На једном од Орлова летио је и пилот Влачић. Први је уочио непријатељски авион и јавио групацији Јастребова, а затим је дејствовао по фабрици муниције "Славко Родић" у Бугојну. Успјешно се приземљио на аеродром Удбина. За овај подвиг одликован је Карађорђевом звијездом II реда.
Пилота-мајора Влачића су српске снаге грешком обориле 10. августа 1995. код села Мало Врточе код Дрвара. Пилот се налазио сам па задатку дејства ро два циља. Провукао се испод облака код Бравског, изнад закрчених путева, преко Оштреља да би хрватске снаге напао са леђа. Претходно су на српске снаге у овом рејону дјеловали хрватски Мигови. Стога су српске снаге добиле задатак да отварају ватру па све што лети. Тако је Влачић на авиону Орао (25124) оборен ракетом Стрела 2М на висини од 150 метара и при брзини од 700 км на час. Влачић је успио да се катапултира, али су по њему са земље отвориле ватру српске снаге. Ниједан од метака није га погодио, па је чак успјео да избјегне трзањем падобрана далековод, али у паду па земљу бива тешко повређен од сопственог пиштоља. Тешко повређен једва је избјегао бијес бораца на земљи, који су очекивали све само не српског пилота. Авион је улетео у гаражу оближње куће и тако остао не експлодиравши. Активирала се само једна бомба са крила. Ваздухопловци који су дошли хеликоптером по Влачића затекли су домаћина како ћутке сједи на степеницама полусрушене куће у коју је улетео авион и нијемо пуши, још увијек не вјерујући шта се збило. После дужег боравка на Војномедицинској академији, Влачић се вратио у јединицу и наставио са службом.

## Одликовања и признања
Одликован у ЈНА:
- Медаља за војне заслуге

Одликован у ВРС:
- Карађорђева звијезда II реда